# Moralpsychologie
Die Moralpsychologie ist ein Zweig der Psychologie. Sie untersucht rein deskriptiv die tatsächlichen moralischen Wertvorstellungen von Menschen, macht aber selbst keine ethischen Aussagen.
Innerhalb der Moralpsychologie gibt es entwicklungspsychologische Forscher, die Theorien zur Erklärung der Genese moralischer Vorstellungen bei jungen Menschen entwickeln.
Andere Themen sind unterschiedliche Schwerpunkte in moralischen Überzeugungen und die emotionale Geladenheit moralischer Wertungen.

## Bekannte Moralpsychologen
Jean Piaget machte die Lücke zwischen moralischen Regeln und tatsächlichem Verhalten zu einem besonderen Ziel seiner Forschung (1932). Er nahm an, dass es Stufen oder Phasen moralisch-kognitiver Entwicklung gibt (s. Genetische Epistemologie).
Lawrence Kohlberg arbeitete dieses Stufenschema aus und versuchte moralische Urteilskompetenz zu messen. Er begründete damit einen neuen Ansatz moralpsychologischer Forschung, indem er eine Beziehung zwischen theoretischen moralischen Idealen und moralischen Haltungen von Personen untersuchte.
Jonathan Haidt ist Professor an der New York University und anerkannter Moralpsychologe. Er vertritt diese These, dass gewisse moralische Grundlagen in Form kognitiver, moralischer Module vererbt werden. Diese Module sind u. a. Autorität, Fairness, Fürsorge, Freiheit, Loyalität und Reinheit/Unverletzlichkeit.